# Еленовка (Акмолинская область)
Еленовка (каз. Еленовка) — село в Зерендинском районе Акмолинской области Казахстана. Административный центр Булакского сельского округа. Код КАТО — 115637100. В сентябре 2022 года было объявлено о возможном переименовании села в Самалтау, но окончательное решение ещё не принято.

## География
Село расположено на западе района, в 43 км на северо-запад от центра района села Зеренда. Близ села проходит автодорога Р-11.

## История
Село основано в 1893 году как переселенческий участок Басурман-Камыс ( по названию соседнего озера) в Кокчетавском уезде . Земли было размежевано на 626 душ из расчета по 15 десятин на каждую. Сельское общество Еленинское образовано в 1899 году.Церковь выстроена в 1902 году на средства общества , причта своего не имела и была приписной в Павловском приходе. В 1913 году было рассмотрение в Омской епархии ходатайства об открытии своего прихода , но оно не было удовлетворено. На 1911 год в селе имелся хлебозапасный магазин, школа, 17 мельниц, 6 торговых лавок и 5 казенных колодцев. Дома жителей были деревянные стоимостью 100 рублей .

### Улицы[3]
- ул. Абая,
- ул. Абылай хана,
- ул. Карагай,
- ул. Целинная,
- ул. Школьная.

### Ближайшие населённые пункты
- село Жанааул в 4 км на северо-востоке,
- село Карагай в 6 км на севере,
- село Карлыколь в 9 км на юго-западе,
- село Жылымды в 10 км на северо-западе.

## Население
В 1916 году население села составляло 898 человек обоего пола.
В 1989 году население села составляло 1666 человек (из них русских 31 %, казахов 29 %, немцев 29 %).
В 1999 году население села составляло 1575 человек (861 мужчина и 714 женщин). По данным переписи 2009 года, в селе проживало 1346 человек (663 мужчины и 683 женщины).
| Численность населения | Численность населения | Численность населения |
| 1989                  | 1999                  | 2009                  |
| --------------------- | --------------------- | --------------------- |
| 1666                  | ↘1575                 | ↘1346                 |